# Liste des drapeaux et des blasons des territoires occitans
La création d'un drapeau symbolisant l'Occitanie date du début des années 2000. La croix du drapeau occitan, sous l'impulsion du Parti de la nation occitane, a été complétée de l'étoile à sept branches (symbole du Félibrige). Une cérémonie de la pose du drapeau occitan sur les bâtiments officiels s'est déroulée pour la première fois en France, dans le village de Baratier, dans les Hautes-Alpes, le 19 novembre 2006.
L'Occitanie dispose de nombreux drapeaux représentant généralement des entités administratives, des découpages territoriaux anciens ou des corporations de forte notoriété, religieuses, culturelles ou artistiques. Certains drapeaux ont plusieurs siècles d'existence, alors qu'une forte demande à la fin du XXe siècle a entraîné la création de nombreux drapeaux.

## Liste des drapeaux des départements et territoires occitans

### Départements
Les départements françaises disposent rarement de drapeaux. Certains départements possèdent des drapeaux : l'Ardèche, la Cantal et la Dordogne.

07 Ardèche (drapeau utilisé par le conseil départemental et le conseil régional de Rhône-Alpes)[3]
09 Drapeau de l'Ariège
11 Drapeau de l'Aude
15 Drapeau du Cantal[4]
24 Drapeau de la Dordogne (drapeau armorié basé sur le blason du Périgord)[5]
32 Drapeau du Gers

### Régions historiques
Les sept régions historiques représentées dans par l'étoile des félibres

Drapeau de l'Auvergne
Drapeau de la Catalogne
Drapeau de la Gascogne
Drapeau de la Guyenne (Aquitaine)
Drapeau du Languedoc
Drapeau du Limousin
Drapeau de la Provence

Par la suite la Catalogne est remplacée par le Dauphiné occitan.

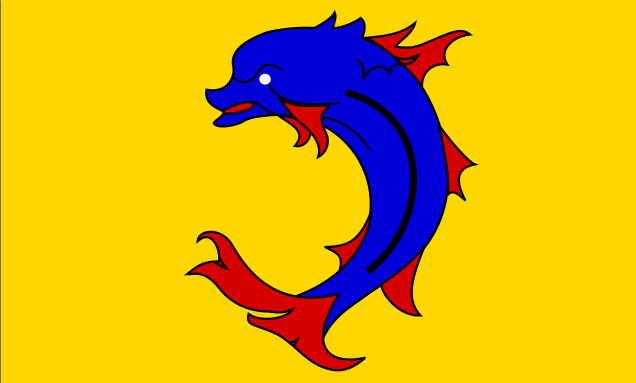
Drapeau du Dauphiné (avant le rattachement de 1349).

#### Anciens territoires de la Provence

Drapeau du Comté de Nice
Drapeau du Comtat Venaissin

#### Autres territoires

Drapeau du Béarn
Drapeau de la Marche
Drapeau du Bourbonnais (moitié sud)

### Principales villes

Blason de Bordeaux
Blason de Marseille
Blason de Montpellier
Blason de Nice
Blason de Toulouse
Blason de Toulon